# Słoszewo-Kolonia
Słoszewo-Kolonia – wieś w Polsce położona w województwie mazowieckim, w powiecie płońskim, w gminie Płońsk. Leży przy DK7.
Wieś wchodzi w skład sołectwa Słoszewo.
W latach 1975–1998 miejscowość administracyjnie należała do województwa ciechanowskiego.